# Bonne fête maman !

Bonne fête maman ! (Mom's Day Away) est un téléfilm américain réalisé par Mark Jean, diffusé le 10 mai 2014 sur Hallmark Channel.

## Synopsis
Une mère au foyer frustrée décide de partir pendant un week-end quand sa famille l'ignore lors de la fête des mères.

## Fiche technique
- Titre original : Mom's Day Away
- Réalisation : Mark Jean
- Scénario : Neal H. Dobrofsky, Spyder Dobrofsky et Tippi Dobrofsky
- Pays : États-Unis
- Durée : 82 minutes

## Distribution
- Bonnie Somerville : Laura Miller
- James Tupper (VF : Eric Aubrahn) : Michael Miller
- Ona Grauer (VF : Juliette Degenne) : Trish
- Carolyn Adair : Hôtesse
- Iain Belcher (VF : Gabriel Bismuth-Bienaimé) : Brandon Miller
- Kaitlyn Bernard (VF : Maryne Bertieaux) : Ella Miller
- Dave Dimapilis : Maître de cérémonie
- Ellen Stephenovna Ewusie : Cliente du spa
- Toby Levins (VF : Jean-Baptiste Marcenac) : Jason
- David Milchard : Policier
- Bernadette Saquibal : Nouvelle mère
- Drew Tanner : Ritchie